# Pablo Ibáñez Lumbreras
Pablo Ibáñez Lumbreras (Pamplona, Navarra, 20 de septiembre de 1998) es un futbolista español que juega como centrocampista y que actualmente pertenece al Deportivo Alavés de la Primera División de España.

## Trayectoria
Formado en las canteras de la AD San Juan y UD Mutilvera, en julio de 2017, ascendió al primer equipo de la AD San Juan procedente del juvenil para jugar en Tercera División. Tras dos años, regresó a Mutilva para jugar también en el primer equipo en la misma categoría, ascendiendo en 2020 a la Segunda División B. En enero de 2021 fichó por CA Osasuna para jugar en su equipo filial.
El 9 de marzo de 2022 se oficializó su renovación con el club, ascendiendo al primer equipo navarro. El 12 de agosto de 2022 debutó en Primera División en una victoria por 2-1 frente al Sevilla FC. Casi 8 meses después, el 4 de abril de 2023, logró su primer gol con el conjunto navarro, en la vuelta de semifinales de la Copa del Rey, ante el Athletic Club en San Mamés. Con ese gol anotado, en el minuto 115 de la próorga, dio el pase a la final de Copa frente al Real Madrid.
En la campaña 2023-24 jugó más de una treintena de partidos, la mayoría de ellos desde el banquillo. En abril renovó su contrato automáticamente hasta junio de 2025.
El 23 de junio de 2025, el Deportivo Alavés, anuncia oficialmente su fichaje tras finalizar su contrato con el C. A. Osasuna, y que firma un contrato que le une al cuadro vitoriano hasta el 30 de junio de 2030.

## Clubes
Actualizado al último partido disputado el 24 de mayo de 2025.
| Club             | País   | Año       | Partidos | Goles |
| ---------------- | ------ | --------- | -------- | ----- |
| A.D. San Juan    | España | 2017-2019 | 64       | 5     |
| U.D. Mutilvera   | España | 2019-2021 | 27       | 1     |
| C.A. Osasuna B   | España | 2021-2022 | 49       | 10    |
| C.A. Osasuna     | España | 2022-2025 | 100      | 3     |
| Deportivo Alavés | España | 2025-     |          |       |

Debut en 1ª División: 12 de agosto de 2022, C. A. Osasuna 2-1 Sevilla F. C.
| Temporadas en 1.ª | Partidos en 1.ª | Goles en 1.ª | Partidos en Copa | Goles en Copa | Internacional |
| ----------------- | --------------- | ------------ | ---------------- | ------------- | ------------- |
| 4                 | 86              | 2            | 13               | 1             | 0             |

## Vida personal
Es primo de Hugo Rincón, futbolista del Athletic Club.